# Lone Aburas
Lone Aburas (25. februar 1979 i Høje Taastrup) er en dansk forfatter.
Aburas' romandebut kom i 2009 med Føtexsøen, der blev kaldt forbavsende god og stærk.
Romanen leger humoristisk med hendes egen baggrund med forfatter-ambitioner på den københavnske vestegn. 
I 2011 blev romanen fulgt op af Den svære toer, en kollektivroman fra de københavnske forstæder med elementer af metahumor.
I 2009 var Aburas aktiv i Kirkeasyl-arbejdet omkring de irakiske flygtningen i Brorsons Kirke.
Hendes tredje roman, den humoristiske Politisk Roman, fik inspiration fra dette arbejde.
Den fjerde roman udkom i 2016 med titlen Det kommer til at ske.
Aburas blev i 2009 som en af seks nomineret til Montanas Litteraturpris for Føtexsøen.
Hun vandt ikke, men modtog dog Årets publikumspris også kaldet Champagneprisen.
Hun modtog i 2010 Bodil og Jørgen Munch-Christensens debutantpris og Statens Kunstfunds treårige arbejdslegat.
Den 4. marts 2011 havde Føtexsøen premiere på Taastrup Teater.